# Толен
То́лен (нидерл. Tholen, зел. Tole) — община в провинции Зеландия (Нидерланды). Административный центр — город Толен. По данным 2013 года население общины составляло 25 433 человека.

## География
Изначально Толен и Синт-Филипсланд были островами, разделёнными проливом Краббенкрек. В 1972 году в рамках проекта «Дельта» была возведена дамба, соединившая Толен и Синт-Филипсланд и отделившая Краббенкрек от того, что стало частью канала Рейн-Шельда. В результате бывшие острова Толен и Синт-Филипсланд стали полуостровами, а пролив Краббенкрек превратился в залив.

## История
Община была создана в 1971 году путём объединения более мелких общин на островах Толен и Синт-Филипсланд.

## Состав
В состав общины Толен входят следующие населённые пункты (в скобках — численность населения на 1 января 2010 года):
- Толен (7732)
- Синт-Мартенсдейк (3565)
- Синт-Анналанд (3445)
- Ауд-Воссемер (2767)
- Синт-Филипсланд (2686)
- Ставениссе (1798)
- Схерпениссе (1771)
- Портвлит (1706)